# B砂漠の40日間
『B砂漠の40日間』（ビーさばくのよんじゅうにちかん、40 days dans le desert）は、メビウスによるフランスの漫画作品。フランスで1999年に発売されたバンド・デシネ作品である。
60歳を過ぎたメビウスによって、ラフスケッチや下描きをせずに一発描きで、かつ修正を一切入れずに制作された。セリフやコマ割りは一切存在せず、絵物語の様な形式となっている。

## 登場人物
帽子の男
主人公。注意を払い続けようと格闘している。

## 用語解説
日本版『B砂漠の40日間』付録インタビュー参照
B砂漠
本作の舞台。メビウスの作品に頻出するモチーフ。現実から一歩距離を置いていることの揶揄。メビウスの代表作の一つ、『アルザック』（Arzach）の舞台もB砂漠である。
帽子
主人公の被っている帽子。主人公の思考が意識の片隅に漂うイメージや概念をたぐり寄せようとする時に取る形の象徴。
棒
B砂漠に何故か刺さっている棒。ツノが生えている。創造的なエネルギーの象徴。
ツノ
棒に生えているツノ。想像力のあまのじゃく的で気まぐれな性格を意味する。

## 書籍情報
- 40 days dans le desert（1999年11月発売、Stardom）ISBN 978-2908-7664-0-0
- B砂漠の40日間（2009年6月発売、飛鳥新社）ISBN 978-4870-3192-1-9